# Ivor Bolton

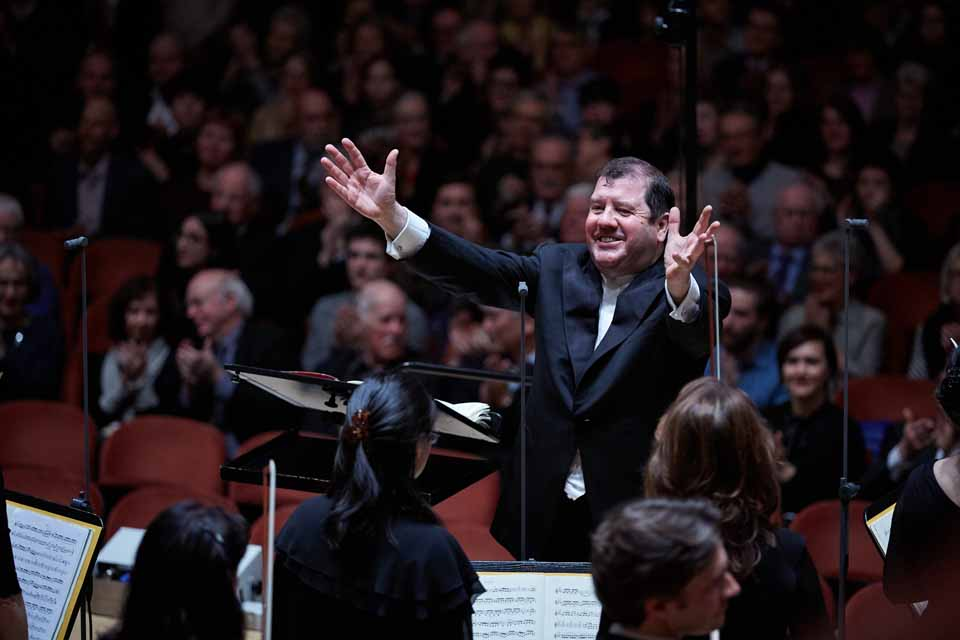
Ivor Bolton (2016)

Ivor Bolton (* 17. Mai 1958 in Blackrod, Lancashire, England) ist ein britisch-österreichischer Dirigent und Cembalist.

## Leben und Werk
Bolton studierte an der Universität Cambridge, am Royal College of Music und beim National Opera Studio in London. 1984 gründete er die St. James’s Baroque Players. 1992 bis 1997 war er Musikdirektor der Glyndebourne Touring Opera, 1994 bis 1996 Chefdirigent des Scottish Chamber Orchestra. Von Herbst 2004 bis 2015/16 war er Chefdirigent des Mozarteumorchesters Salzburg, dessen Ehrendirigent er seither ist. 
Ein vollständiger Zyklus der drei Opern von Claudio Monteverdi wurde in den Jahren 2011, 2012 und 2015 an der Wien vom Regisseur Claus Guth betreut. Es spielte dabei unter anderem das Freiburger Barockorchester unter Leitung von Ivor Bolton.
Seit 2015 hält Bolton die Position des Musikdirektors an der Madrider Oper Teatro Real. Ivor Bolton ist seit dessen Gründung 2012 Chefdirigent des Dresdner Festspielorchesters.
Seit der Saison 2016/17 ist Bolton als Chefdirigent an das Sinfonieorchester Basel gebunden.
Ivor Bolton hat mit seiner Ehefrau Tess Knighton, einer Musikologin und Kritikerin, einen Sohn. Das Ehepaar lebt in Barcelona.

## Auszeichnungen
- 1998: Bayerischer Theaterpreis
- 2016: Großes Verdienstzeichen des Landes Salzburg[4]

## Schriften
- Leopold II: ein Liebhaber der Opera seria. Einige Details über die Uraufführung von Mozarts „La clemenza di Tito“. Bayerische Staatsoper, München 1999, OBV.
- Strukturierte Improvisation im Sinne Monteverdis. Zur Münchner Fassung von „Il ritorno d’Ulisse in patria“. In: Hanspeter Krellmann (Hrsg.): Der moderne Komponist baut auf der Wahrheit. Metzler, Stuttgart (u. a.) 2003, ISBN 3-476-01946-2, S. 44–47.